# Wybory prezydenckie w Stanach Zjednoczonych w Dystrykcie Kolumbii w 2008 roku
Wybory prezydenckie w Stanach Zjednoczonych w Dystrykcie Kolumbii w 2008 roku – odbyły się 4 listopada 2008, jako część 56. wyborów prezydenckich, w których wzięło udział wszystkie 50 stanów oraz Dystrykt Kolumbii.
Wyborcy w Dystrykcie wybrali elektorów, aby reprezentowali ich w głosowaniu powszechnym w kolegium elektorskim. W Dystrykcie wygrał tandem z partii demokratycznej Barack Obama i Joe Biden. Pokonał on republikański duet Johna McCaina oraz Sarah Palin. Obama i Biden zdobyli Dystrykt z ok. 92% głosów powszechnych. McCain i Palin osiągnęli wynik ok. 7% głosów powszechnych, tj. 3 głosy elektorskie dla kandydatów demokratów, a 0 dla drużyny republikańskiej.
| 2004← 4 XI 2008 →2012 |                                                                                     |                                                                                   |
| --- | ----------------------------------------------------------------------------------- | --------------------------------------------------------------------------------- |
| - Kandydat na prezydenta - Partia polityczna - Stan macierzysty - Kandydat na wiceprezydenta - Głosy elektorskie - Głosy powszechne - Wyniki procentowe | - Barack Obama - Partia Demokratyczna - Illinois - Joe Biden - 3 - 245 800 - 92,46% | - John McCain - Partia Republikańska - Arizona - Sarah Palin - 0 - 17 367 - 6,53% |